# Вишеградска-Баня
Вишеградска-Баня (серб. Вишеградска Бања / Višegradska Banja) — село в общине Вишеград Республики Сербской Боснии и Герцеговины. Население составляет 23 человека по переписи 2013 года.

## География
Расположена в 5 км от Вишеграда, административного центра одноимённой общины.

## Достопримечательности
Главной достопримечательностью является термальный источник. Высокое содержание минералов в воде и температура 34°C позволяют лечить ревматические заболевания и заболевания нервной системы. Также в селе располагается современная гостиница «Vilina Vlas», построенная в 1982 году.

## Галерея

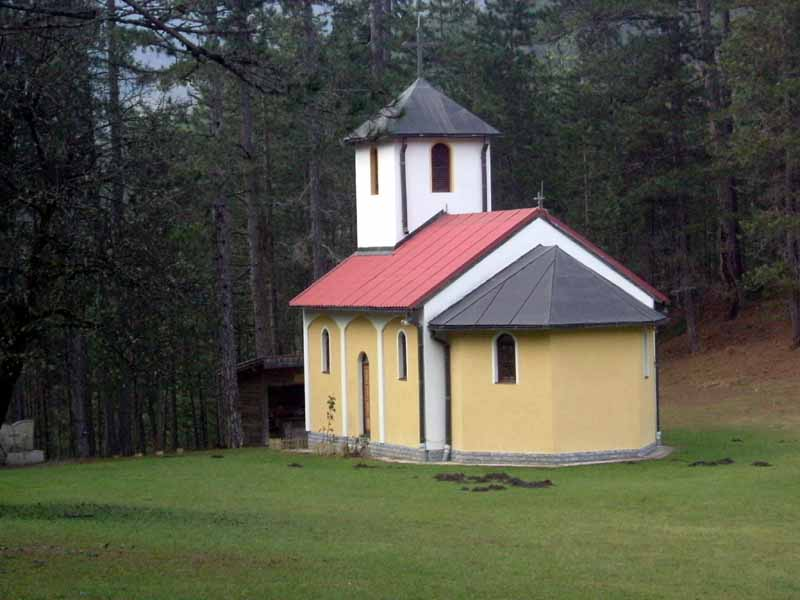
Сербская православная церковь в Вишеградской-Бане
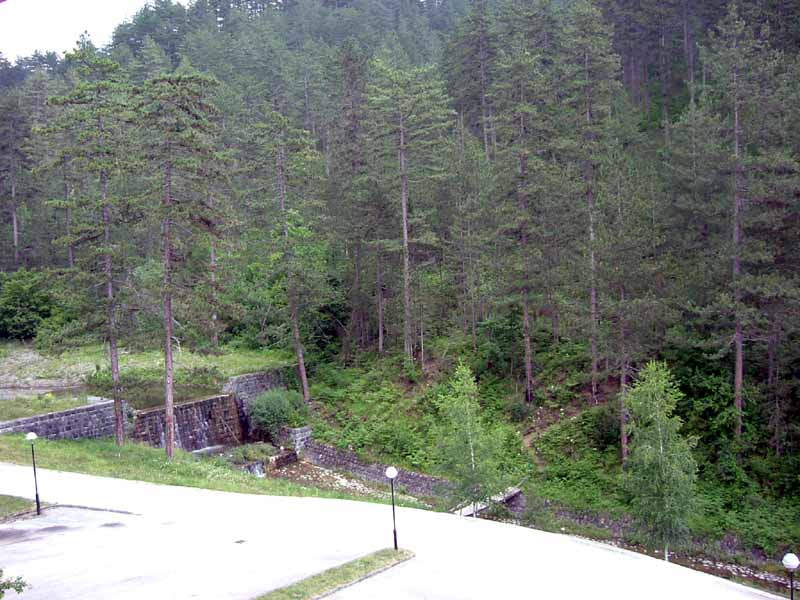
Вид на водопад в Вишеградской-Бане